# Championnats d'Europe de biathlon 2003
 (août 2022).
Navigation
Édition précédente Édition suivante
Les championnats d'Europe de biathlon 2003, dixième édition des championnats d'Europe de biathlon, ont lieu du 25 février au 2 mars 2003 à Forni Avoltri, en Italie.

## Résultats et podiums

### Moins de 26 ans

#### Hommes
| Épreuve           | Or                                                                            | Argent                                                                            | Bronze                                                                              |
| ----------------- | ----------------------------------------------------------------------------- | --------------------------------------------------------------------------------- | ----------------------------------------------------------------------------------- |
| 10 km sprint      | Aleksey Korobeynikov                                                          | Vladimir Drachev                                                                  | Carsten Pump                                                                        |
| 12.5 km poursuite | Andriy Deryzemlya                                                             | Alexander Os                                                                      | Vladimir Drachev                                                                    |
| 20 km individuel  | Oleksandr Bilanenko                                                           | Alexeï Aïdarov                                                                    | Marco Morgenstern                                                                   |
| Relais            | Allemagne- Daniel Graf - Carsten Pump - Jörn Wollschläger - Marco Morgenstern | Russie- Vitaliy Tchernychiov - Sergey Konovalov - Filipp Shulman - Ivan Tcherezov | Biélorussie- Alexeï Aïdarov - Vladimir Drachev - Roustam Valiouline - Oleg Ryjenkov |

#### Femmes
| Épreuve          | Or                                                                            | Argent                                                                              | Bronze                                                                            |
| ---------------- | ----------------------------------------------------------------------------- | ----------------------------------------------------------------------------------- | --------------------------------------------------------------------------------- |
| 7.5 km Sprint    | Martina Halinárová                                                            | Svetlana Ichmouratova                                                               | Ekaterina Ivanova                                                                 |
| 10 km Poursuite  | Ekaterina Ivanova                                                             | Olena Zubrilova                                                                     | Ina Menzel                                                                        |
| 15 km individuel | Ielena Khroustaliova                                                          | Olena Petrova                                                                       | Ina Menzel                                                                        |
| Relais           | Russie- Ielena Khroustaliova - Anna Bogali - Joulia Makarova - Irina Malguina | Tchéquie- Lenka Faltusová - Zdeňka Vejnarová - Irena Česneková - Kateřina Holubcová | Biélorussie- Lilia Efremova - Olga Nazarova - Ekaterina Ivanova - Olena Zubrilova |